# Yuyachkani
Yuyachkani (palabra quechua que significa «estoy pensando o recordando») da nombre a un grupo cultural peruano fundado en la década de 1970. Cuenta con un trabajo teatral mayormente político, inspirado en cualidades indigenistas (en el sentido de la preservación de sus raíces); sus obras son de creación colectiva y parten de una filosofía basada en un proyecto de vida en común de sus miembros. Es uno de los movimientos teatrales de autor más representativos del país, además de uno de los más antiguos de América Latina.

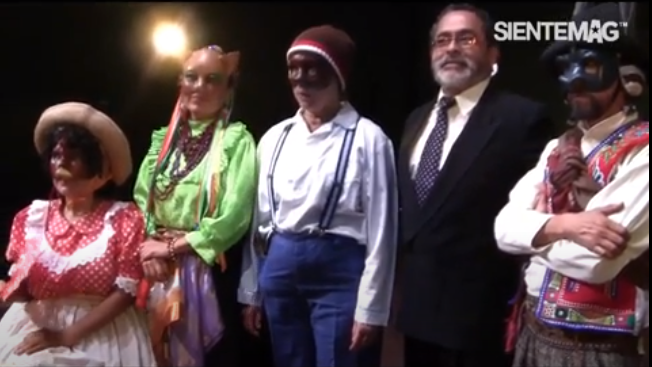
El reparto original de la obra Los músicos ambulantes en 2012. De izquierda a derecha: Gallina de Chincha (Ana Correa), Gata de la Selva (Débora Correa), Perro de la Costa (Teresa Ralli), el músico Julián Vargas y Burro de la Sierra (Augusto Casafranca).

## Características
Sus montajes son experimentales, cuyos primeros integrantes fueron anteriormente parte del  grupo Yego, dirigido por Carlos Clavo. Estos suelen ser de contenido político o social, intentando ser representativos de la realidad andina del país y con un especial interés en el tema de la violencia interna sufrida en el Perú en los años 80 y 90. El primero de ellos fue Puño de cobre. Además de una larga lista de espectáculos, Yuyachkani ha llevado a cabo intervenciones, exposiciones, repertorios y talleres. Sus representaciones presentan un carácter vanguardista y experimental, mezclando conceptos del teatro oriental con la dramaturgia de autores como Bertolt Brecht, Antonin Artaud, Jerzy Grotowski, entre otros.
Ileana Diéguez escribe de ellos «no es solo un productor de espectáculos, sino, y esencialmente, un centro de investigación de las tradiciones culturales latinoamericanas, un laboratorio permanente de formación y desarrollo del arte del actor y los lenguajes escénicos».
En 2002 se realizaron las obras Rosa Cuchillo y Adiós, Ayacucho, en las audiencias públicas del 2002 llevadas a cabo por la Comisión de la Verdad y Reconciliación.
Para la década de 2000 se estrena Sin título - técnica mixta, que entró al festival de teatro de Chile en 2012. En 2018 se lanza su versión revisada. En 2024 se liberó un libro que compila fotografías de la obra teatral.
Caso similar ocurrió con Discurso de promoción, que se lanzó su edición revisada en 2023.

### Los músicos ambulantes
En 1982 ganó popularidad con la obra Los músicos ambulantes, basada en Los Saltimbanquis de Sergio Bardotti y Luis Enríquez. Esta a su vez es una interpretación libre del cuento Los músicos de Bremen de los hermanos Grimm, cuya sinopsis  trata sobre la inmigración provinciana hacia Lima. Parte de su inspiración fue la literatura de José María Arguedas, y la obra continuó posteriormente a modo de triología con: Encuentro de zorros (1985) y Contra el viento (1989).
Los músicos ambulantes se concibió previamente para el público infantil y estuvo protagonizada por personas de diversas zonas del país caracterizadas de animales (Burro de la Sierra, Perro de la Costa, Gallina de Chincha y Gata de la Selva). Por más de tres décadas, esta recorrió diferentes lugares de América Latina, Estados Unidos y Europa. El diario La República la catalogó como una de las piezas más importantes de los años 1980.
En 2020 se presentó la conferencia Desmontaje de los músicos ambulantes, como parte de una serie de exposiciones El teatro por dentro, sobre la historia del grupo artístico.

## Miembros actuales
- Miguel Rubio
- Teresa Ralli
- Rebeca Ralli
- Ana Correa
- Débora Correa
- Julián Vargas
- Augusto Casafranca
- Amiel Cayo
- Fidel Melquíades
- Jano Siles

## Espectáculos
- Puño de cobre (1971)
- La madre de Bertolt Brecht (1974)
- Allpa rayku (1978)
- Los hijos de Sandino (1981)
- Los músicos ambulantes (1983)
- Un día en perfecta paz (1984)
- Pasacalle Quinua (1984)
- La madriguera (1984)
- Encuentro de zorros (1985)
- Baladas del bien-estar (1985)
- Contraelviento (1989)
- Adiós Ayacucho (1990)
- No me toquen ese valse (1990)
- Yuyachkani en concierto (1992)
- Hasta cuando corazón (1994)
- Serenata (1995)
- Retorno (1996)
- La primera cena (1996)
- Pukllay (1997)
- Cambio de hora (1998)
- Yuyachkani en fiesta (1999)
- Antígona (2000)
- Santiago (2000)
- Hecho en el Perú - vitrinas para un museo de la memoria (2001)
- Rosa Cuchillo (2002)
- Sin título - técnica mixta (2004) - Reestrenada como Sin título - técnica mixta (revisado) (2015)
- El último ensayo (2008)
- Con-cierto olvido (2010)[28]
- Cartas a Chimbote (2015)
- Discurso de promoción (2017)

## Centro de Experimentación Escénica (CEXES)
- KAY PUNKU, 2008
- WILLASAQMI, 2008

- TE VOY A CONTAR, 2007

- LA HORA DEL CAMBIO, 2003

- DOCTORES Y DOCTORAS DE LA ESPERANZA, 2003

- NO ES NO, 2001

- FELIZ BAJO TUS ALAS, 1999

- T y M, 1999

- QUE TAL RAZA, 1998

- OLVIDARTE NUNCA, 1998

- ANDAMIOS, 1997

- Salón de Belleza, versión libre de la novela de Mario Bellatín 1996

- SARITA CON-CIERTO-TEATRO, 1995, creación colectiva de la III Sesión Intensiva del Proyecto Escuela

- Q´ORIHUAMAN (Halcón de Oro), 1993

## Reconocimientos
Sección de investigación y crítica teatral por la Asociación de Artistas Escénicos de la Unión de Escritores y Artistas de Cuba, por sus obras Hecho en Perú y El último ensayo (2010).
- Doctorado honoris causa a Miguel Rubio (Director), Otorgado por el Instituto Superior de Arte de la Universidad de La Habana - Cuba, 2010

- Premio Villanueva de la Crítica Teatral cubana a los mejores espectáculos Extranjeros del 2010

- Miembro de Honor del CELCIT ESPAÑA 2010

- En Mérito a la trayectoria artístico cultural y su aporte a la construcción de la Identidad Nacional, otorgado por la Municipalidad de Villa El Salvador, 2010

- Personalidad Meritoria de la Cultura Peruana, Otorgado por el Instituto Nacional de Cultural (INC) del Perú, 2010

- Al mejor espectáculo extranjero Otorgado por la Asociación Nacional de Críticos de Cuba, 2005

- Premio Dionisio de Honor por el aporte al Teatro contemporáneo, Otorgado por el Festival de Teatro Latino de Los Ángeles (FITLA) California, USA, 2004

- Premio Gallo de La Habana. En reconocimiento a los 30 años de creación artística y por su aporte al teatro de América Latina y el Caribe. Otorgado por Casa de las Américas, La Habana, Cuba, 2001

- Trofeo Ciudad de Lima en reconocimiento a los 30 años de trabajo teatral Otorgado por la Municipalidad de Lima, 2001

- Medalla Cívica del Distrito de Miraflores. En reconocimiento a su labor de Defensa de Los Derechos Culturales de la Mujer, 2001

- Premio Nacional de Derechos Humanos, Otorgado oor la Coordinadora Nacional de Derechos Humanos, 2000

- Medalla Cívica del Distrito de Magdalena del Mar, “en sus 25 años de abnegada labor al servicio del arte y la cultura en el Perú", 1996

- Reconocimiento del Distrito de Miraflores, “Por sus "25 años de labor en la búsqueda de un Teatro Peruano", 1996

- Medalla Cívica de la Ciudad de Lima,Otorgada por la Municipalidad de la ciudad de Lima, 1994

- Premio de la Crítica al "Mejor Espectáculo Extranjero". La Habana, Cuba 1990

- Condecoración con la Medalla Cívica de la Ciudad,entregada por la Municipalidad de la ciudad de Lima 1986

- Premio "Ollantay", otorgado por el CELCIT (Centro Latinoamericano de Creación e Investigación Teatral) de Venezuela, en el rubro "Nuevos Aportes y Experimentación Teatral", 1984

- Premio de la Crítica de Chile “al Mejor espectáculo Extranjero" Santiago de Chile, 1984.